# Lissocharis nigrivenata
Lissocharis nigrivenata là một loài bướm đêm trong họ Geometridae.